# Vladimir Țincler
Vladimir Țincler sau Vladimir Ținkler (n. 9 septembrie 1937, Ceaga, Basarabia, Regatul României – d. 22 martie 2016, Chișinău, Republica Moldova) a fost un fotbalist sovietic și apoi antrenor de fotbal, basarabean de origine evreiască.
Vladimir Țincler și-a petrecut întreaga carieră de fotbalist la clubul Zimbru Chișinău, unde apoi a revenit și în calitate de antrenor în două perioade scurte. 
A fost desemnat antrenor emerit al RSS Moldovenești. Ca jucător, în anul 1958 a fost inclus în lista ”33 cei mai buni fotbaliști ai anului din URSS”.

## Biografie
Vladimir Țincler s-a născut în 1937 în satul Ceaga (Petrovka/Petrivka) din Basarabia, Regatul României. Când a avut doi ani, s-a mutat cu familia la Chișinău. În vara 1941,la vârsta de patru ani, în timpul celui de-al Doilea Război Mondial, sub regimul de administrație militară română, fiind evreu, a fost internat împreună cu părinții și fratele mai mare în Ghetoul din Chișinău apoi deportat în Lagărul de concentrare Pecera (Peciora) din Transnistria.    
Supraviețuind, după eliberarea din lagăr, s-a întors la Chișinău, iar din 1951 a început să joace la clubul de juniori al Zimbru Chișinău, care pe atunci se numea Burevestnik Chișinău.
În 1955 a promovat la echipa de seniori a clubului, în care a evoluat 9 ani și a fost căpitanul echipei. În 1958, evoluând pentru club (care în acea perioadă se numea «FC Moldova Chișinău») a fost inclus în ”lista celor mai buni 33 de fotbaliști ai anului din URSS”. Per total, Țincler a jucat 182 de meciuri în Liga Superioară a URSS. A fost primul fotbalist din RSSM care a fost desemnat Maestru în Sport în URSS.
Din 1967 până în 1970 a activat la Zimbru Chișinău (Moldova/Nistru), inițial ca antrenor apoi ca director al muzeului clubului.
În 2010 Vladimir Țincler a publicat cartea «Живу футболом» (Jivu futbolom; ~Trăiesc cu fotbalul). În prezent el este membru al comitetului executiv al Federației Moldovenești de Fotbal. A fost decorat cu «Ordinul Gloria Muncii» în grad de cavaler.
A fost căsătorit de 2 ori. Prima soție — Ana Brohman a murit în 1961. Are o fiică născută în 1959.

## Publicații
- «Живу футболом», Elan Poligraf, Chișinău, 2010, 262 pag., 500 ex., ISBN:978-9975-66-188-1